# Menophra lederi
Menophra lederi är en fjärilsart som beskrevs av Hugo Theodor Christoph 1889. Menophra lederi ingår i släktet Menophra och familjen mätare. Inga underarter finns listade i Catalogue of Life.